# Cavan (hrabstwo)
Cavan (irl. Contae Chabháin) – hrabstwo w Irlandii, jedno z trzech hrabstw prowincji Ulster, które nie są częścią Irlandii Północnej. Cavan graniczy z hrabstwami: Leitrim na zachodzie, Fermanagh (z Irlandii Północnej) i Monaghan na północy, Meath na południowym wschodzie, Longford na południowym zachodzie i Westmeath na południu.
Na terenie hrabstwa znajdują się drumliny z licznie usianymi jeziorami i wzniesieniami. Najwyższy szczyt to góra Cuilcagh (665 m.) w paśmie gór o tej samej nazwie. Ma tutaj swoje źródło rzeka Shannon.

## Miejscowości
Stolicą hrabstwa jest Cavan. Inne miejscowości:
- Arvagh
- Bailieborough, Ballinagh, Ballyconnell, Ballyjamesduff, Bawnboy, Belturbet, Blacklion, Butlersbridge
- Cootehill
- Dowra, Glangevlin
- Kingscourt, Killeshandra
- Mullagh
- Stradone, Shercock
- Virginia

Cavan-Monaghan w Kanadzie zostało nazwane na cześć hrabstwa przez osadników, którzy z niego pochodzili.